# 오사토촌 (야마가타현)
오사토촌(大郷村)은 야마가타현 히가시무라야마군에 설치되었던 촌이다.